# Kirensk
Kirensk (russisch Киренск) ist eine Stadt in der Oblast Irkutsk (Russland) mit 12.640 Einwohnern (Stand 14. Oktober 2010).

## Geographie
Die Stadt liegt etwa 700 km nördlich der Oblasthauptstadt Irkutsk an der Mündung der Kirenga in die Lena.
Die Stadt Kirensk ist Verwaltungszentrum des gleichnamigen Rajons.
Nach Kirensk bestehen keine ganzjährig befahrbaren Landverbindungen; nur im Winter ist die Stadt über eine teilweise auf dem Eis der Lena verlaufende Straße erreichbar. Die Stadt ist weiterhin über den Flughafen Kirensk und einen Flusshafen erreichbar.

### Klima
Das Klima ist streng kontinental. Die Jahresmitteltemperatur liegt bei −3,5 °C, die mittlere Julitemperatur bei +18,8 °C, die mittlere Januartemperatur bei −26,9 °C. Die mittlere Jahresniederschlagsmenge beträgt 381 mm bei einem Maximum in den Sommermonaten.

## Geschichte
Kirensk wurde 1630 von 4 Kosaken des Bugor-Kommandos unter dem Namen Nikolski pogost gegründet. 1639 ließ Jerofei Chabarow eine Salzsiederei errichten. Der Ort entwickelte sich zu einem bedeutenden Handelsplatz auf dem Verkehrsweg nach Jakutsk. Ab 1650 fanden Jahrmärkte statt und eine Zollstation wurde eingerichtet. 1665 wurde ein Ostrog gebaut und der Ort in Kirenski ostrog umbenannt, nach der hier in die Lena mündenden Kirenga (von ewenkisch kiri für Schmutz; also schmutziger Fluss, da Kies und Steine in weiten Abschnitten des Flusses von Manganverbindungen dunkel gefärbt sind).
1775 wurde der Ort zur Kreisstadt des Gouvernements Irkutsk erhoben.
Im 19. Jahrhundert war Kirensk Verbannungsort für politische Häftlinge, so z. B. Józef Piłsudski und Ales Harun.
Während des Ersten Weltkrieges hielten sich der deutsche Ethnologe Oskar Iden-Zeller und seine Frau Anita Iden-Zeller als Verbannte in der Stadt auf. Eine Beschreibung ihres Aufenthaltes und des Lebens der Verbannten in der Stadt ist ihrem gemeinsamen Buch Der Weg der Tränen zu entnehmen.
Im Jahre 2001 wurde Kirensk stark von einem Hochwasser der Lena in Mitleidenschaft gezogen, jedoch nicht wie das flussabwärts gelegene Lensk praktisch vollständig zerstört.

### Bevölkerungsentwicklung

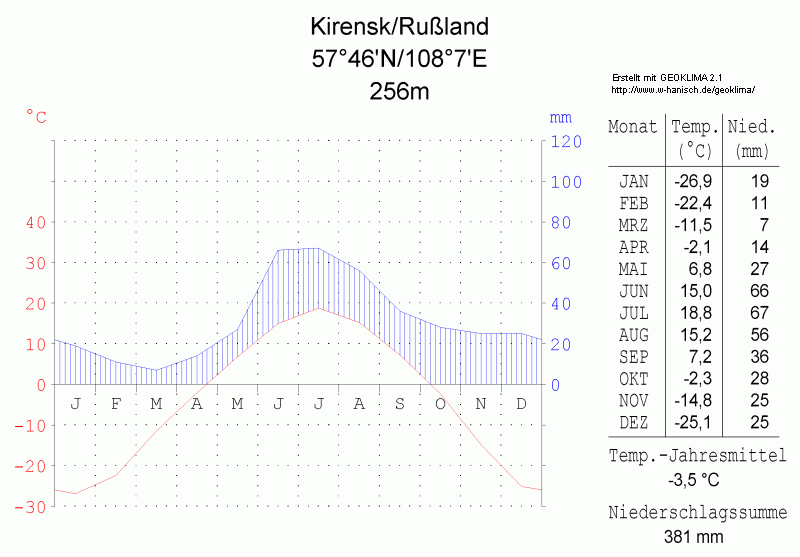
Klimadiagramm

| Jahr | Einwohner |
| ---- | --------- |
| 1897 | 2.280     |
| 1926 | 4.694     |
| 1939 | 12.786    |
| 1959 | 14.412    |
| 1970 | 14.453    |
| 1979 | 16.154    |
| 1989 | 16.137    |
| 2002 | 13.712    |
| 2010 | 12.640    |

Anmerkung: Volkszählungsdaten

## Kultur, Bildung und Sehenswürdigkeiten

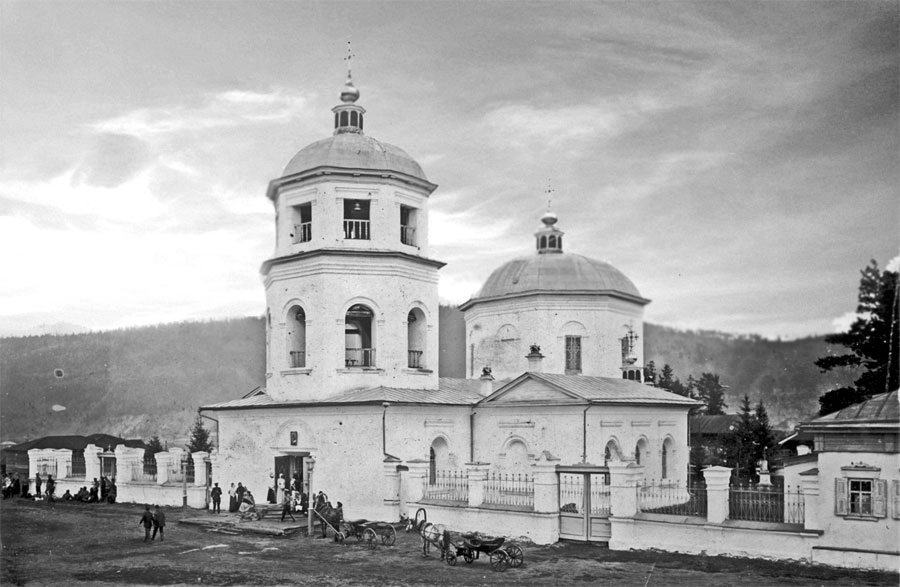
Die Kathedrale von Kirensk

Im Stadtzentrum, welches auf einer Insel zwischen Lena und Kirenga liegt, sind eine Reihe von Holzhäuser aus dem 19. und vom Beginn des 20. Jahrhunderts erhalten, so die ehemaligen Weinlager (bzw. Spirituosenlager) von 1906 bis 1912.
Es gibt ein Heimatmuseum.

## Wirtschaft
In Kirensk gibt es Betriebe zur Schiffsreparatur, Holzverarbeitung und der Lebensmittelwirtschaft.

## Persönlichkeiten
- Ljudmila Gwischiani-Kossygina (1928–1990), Historikerin und Bibliothekarin